# Naissance en 1349
Naissance
- 1345
- 1346
- 1347
- 1348
- 1349
- 1350
- 1351
- 1352
- 1353

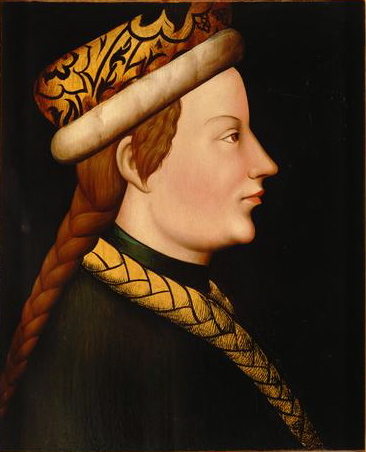
Albert III d'Autriche, né en 1349.

Cette page dresse une liste de personnalités nées au cours de l'année 1349  :
- 9 septembre : Albert III d'Autriche, duc d'Autriche.
- 10 septembre : Nicolas de Forca Palena, religieux italien, fondateur d'ermitages, du couvent Santa Maria delle Grazie de Naples et d'un hospice donnant sur la place Sant'Agnello, de la congrégation des pauvres ermites de Saint Jérôme et du couvent Saint-Onuphre sur le Janicule.

- Francesco III Ordelaffi, noble italien.
- Rendawa Zhonnu Lodro, enseignant du bouddhisme tibétain, appartenant à l'école sakyapa.

date incertaine (vers 1349)
- Jean de Montagu, homme politique et mécène, trésorier de France puis grand maître de France, seigneur de Montagu-en-Laye (à Poissy) et de Marcoussis, vidame de Laon, seigneur de Saclas et capitaine de La Bastille.
- Michel Pintoin, moine de l'abbaye de Saint-Denis, prévôt de la Garenne (dépendance de l'abbaye) et chantre de la communauté.

## Crédit d'auteurs
- Cet article est partiellement ou en totalité issu de l'article intitulé « 1349 » (voir la liste des auteurs).